# Miss Platnum
Miss Platnum o Platnum, pseudonimo di Ruth Maria Renner (Timișoara, 1980), è una cantautrice e musicista romena naturalizzata tedesca.

## Biografia
Nata in Romania, si è trasferita con la famiglia all'età di otto anni a Berlino, in Germania. Ha debuttato nel gennaio 2005 con l'album Rock Me, pubblicato da un'etichetta indipendente tedesca. Nel maggio 2007 ha pubblicato il suo secondo album, prodotto da Die Krauts e pubblicato da Four Music. Il disco si intitola Chefa e vede la collaborazione di Peter Fox dei Seeed. Nel 2009 esce il terzo disco, seguito nel marzo 2014 dal quarto. Questo quarto disco è il primo in lingua tedesca, mentre i precedenti erano in inglese.

## Discografia

### Album
- 2005 - Rock Me
- 2007 - Chefa
- 2009 - The Sweetest Hangover
- 2014 - Glück und Benzin
- 2015 - Ich war hier